# Episodi di Veep - Vicepresidente incompetente (prima stagione)
La prima stagione della serie televisiva Veep - Vicepresidente incompetente, composta da 8 episodi, è stata trasmessa dal 22 aprile al 10 giugno 2012 sul canale via cavo statunitense HBO.
In Italia, la stagione è andata in onda in prima visione sul canale satellitare Sky Atlantic dal 25 giugno al 16 luglio 2014.
| nº | Titolo originale | Prima TV USA   | Prima TV Italia |
| -- | ---------------- | -------------- | --------------- |
| 1  | Fundraiser       | 22 aprile 2012 | 25 giugno 2014  |
| 2  | Frozen Yoghurt   | 29 aprile 2012 | 25 giugno 2014  |
| 3  | Catherine        | 6 maggio 2012  | 2 luglio 2014   |
| 4  | Chung            | 13 maggio 2012 | 2 luglio 2014   |
| 5  | Nicknames        | 20 maggio 2012 | 9 luglio 2014   |
| 6  | Baseball         | 28 maggio 2012 | 9 luglio 2014   |
| 7  | Full Disclosure  | 3 giugno 2012  | 16 luglio 2014  |
| 8  | Tears            | 10 giugno 2012 | 16 luglio 2014  |